# CLAMP学園TRPG
CLAMP学園TRPG（クランプがくえんTRPG）は、CLAMPの少女漫画作品『CLAMP学園探偵団』を原作にしたテーブルトークRPGのタイトル。ゲームデザインは松本富之が担当している。

## CLAMP学園公式ガイドブック
CLAMP学園TRPGは1997年に発売された『CLAMP学園公式ガイドブック』と呼ばれる、『CLAMP学園探偵団』のヴィジュアルファンブックに収録されている付録ルールである。『CLAMP学園TRPG』という名前の商品は存在しないので注意が必要である。
このガイドブックはCLAMP学園探偵団というコミックの補完というよりも、架空の学園である「CLAMP学園」の詳細な設定が紹介されている資料集になっている。この設定紹介部分がそのままCLAMP学園TRPGのキャンペーンセッティングとして使用できるようになっている。そのため、原作コミック未読者でも「CLAMP学園」という架空世界を舞台にした巨大学園ものTRPGとして遊ぶことが可能。
本の体裁自体も既存のテーブルトークRPGのルールブックに近いものがあり、CLAMP学園TRPGがただのおまけではなく、このガイドブックのコンセプトに組み込まれたものとしてデザインされていることが窺える。

## ルールシステム
CLAMP学園TRPGには他のテーブルトークRPGのような「ゲームマスター」が存在していない。参加者全員がプレイヤーキャラクターを持つ（ただし、ルール解釈などでもめた場合のときの判断を行う「調停者」という役割がある）。
さらには、他のテーブルトークRPGにあるような「シナリオ」というものを必要としない。ストーリーは全て参加者たちの即興（アドリブ）によって作られていく。
プレイヤーキャラクターは行動順番というものが割り当てられていて、自分の行動順番が来たならば「自分のキャラクターがやりたい行動」を自由に宣言し、それの行為が成功したかどうかをトランプを使って判定する。行為判定が終了したなら次の手番のプレイヤーが行為判定を行い… という繰り返しでセッションは進行する。
行為判定は場に積まれた山札からカードを一枚引くことで行われる。スートが赤（ハート、ダイヤ）ならば判定は成功、黒（クローバー、スペード）ならば失敗である。プレイヤーキャラクターには能力値や技能などの数値的特性は基本ルールでは存在しない（追加ルールで導入することもできる）。基本ルールを使っている限りはいかなる判定でもカードのスートだけで判定の成否が問われるため、成功率の平均は50%になる。
さらに、CLAMP学園TRPGにはトランプのカード一枚一枚にキーワードをあてはめるチャートが存在している。判定が失敗したときに限りプレイヤーは山札から追加でカードを三枚引く。そのカードに適応したキーワードを組み合わせて参加者と協議の上で「失敗の結果どういうイベントが発生したか」ということをアドリブで考え出す（このルールは落語の「三題噺」をモチーフにしている）。
例えば、「クラスメート同士の喧嘩を止めようと説得を試みた」という行為判定に失敗し、追加で引いた三枚のカードによるキーワードが「友情」「誕生」「終局」だったならば、「説得は失敗したが喧嘩を通じて友情が新たに芽生え、喧嘩は終わった」という解釈が可能になる。もちろん「説得に失敗したことにより、友人同士だった二人の友情は喧嘩によって終わりを告げ、新たな関係が誕生することになった」というネガティブな解釈も可能である。解釈の方向性（不幸な結果になるかどうかなど）は引いたカードのスートによって決まるが、どういう解釈をするかの最終決定は「調停者」が行う。
行為判定が成功すれば（どんな無茶なことでも）プレイヤーが望んだ通りのことが起こり、行為判定が失敗すれば誰も予想もつかないことが起こる。しかも成功と失敗の確率は基本的に半分なため、本当に何が起こるかわからない混沌としたストーリーが展開する。この行為判定のルールにより、CLAMP学園ならではの「なんでもアリ」の世界観を表現されることになる。
CLAMP学園TRPGはシナリオが不要ではあるが、一方で参加者全員に即興で物語を創作する能力が必要とされる。このルールが『CLAMP学園公式ガイドブック』という詳細な学園設定とともに収録されているのは、「この学園で起こりそうなこと」を参加者全員が共有することで物語創作がやりやすいようにという側面もある。
参加者全員が舞台設定を熟知しているならば、CLAMP学園以外でも舞台にすることができる。TRPG:サプリ誌の01号ではゲームライターの桂令夫がCLAMP学園TRPGを使って松本零士の戦場まんがシリーズを再現としており、システムの汎用性の高さを証明している。

## 関連製品リスト
- CLAMP学園公式ガイドブック ―CLAMP学園のすべて― （角川書店 あすかコミックスDX、ISBN 978-4-04-852814-6）
  - B5判。CLAMP学園TRPGの基本ルールが載っている。

### リプレイ
リプレイは2冊出ている。プレイヤーにはコミック原作者であるCLAMPが参加していた。ゲームマスターはデザイナーの松本富之。リプレイにもキーワードのチャートが掲載されており、リプレイだけでもゲームプレイは可能。
- CLAMP学園探偵団 誕生!CLAMP学園探偵団（角川CDmini文庫、ISBN 978-4-04-700216-6）
- こちらCLAMP学園怪奇現象研究会〈1〉（角川ASUKAノベルス、ISBN 978-4-04-701331-5）